# 섬색시
"섬색시"는 1966년 공개된 대한민국의 영화이다.

## 배역
- 김지미 : 달래 역
- 신성일
- 김승호